# عبد الرحمن جبارة
عبد الرحمن جبارة مواطن كندي من أصل عراقي، قُتل في تبادل لإطلاق النار في يوليو 2003 مع قوات الأمن السعودية، التي اعتقدت بضلوعه في تفجيرات شرق الرياض التي نفذها تنظيم القاعدة.

## حياته
هو شقيق محمد جبارة. كان عبد الرحمن طالبًا سابقًا في جامعة بروك، وجامعة أوتاوا، وجامعة كارلتون.
في فبراير 2001، غادر جبارة أفغانستان لزيارة والديه في مدينة الكويت، ووافق على مرافقتهم في الحج إلى مكة، لأن والدته لم تحج من قبل. وبعد أن قضوا "وقتًا جميلًا"، عاد الثلاثة إلى كندا، حيث استجوب مسؤولو الحدود التأشيرة الباكستانية في جواز سفر جبارة.
التقى جبارة بشقيقه في دبي في يناير 2002، حين كان الاثنان يعتبران مطلوبين كمشتبه بهم في تنظيم القاعدة.
بعد أربعة أشهر من ذلك، عندما تم اعتقال محمد في عمان، اتصل جبارة بوالده منصور الذي حذره من أن السلطات الكندية تبحث عنه.
هاجرت عائلتهم إلى كندا في 16 أغسطس 1994. ووالدهما، من أصول عراقية، افتتح محطة وقود في سانت كاثرينز. كان كل من جبارة وشقيقه يعودان إلى الكويت كل صيف لزيارة الأقارب، حيث التقيا بسليمان بوغيث، الذي أصبح لاحقًا متحدثًا باسم القاعدة.
في يوليو 2000، غادر عبد الرحمن إلى معسكر تدريب في أفغانستان، وفي الشهر التالي طار محمد إلى الكويت حيث التقى بوغيث الذي دفع له تذكرة سفره إلى كراتشي، ومن هناك سافر إلى بيشاور وسار على الأقدام إلى تورخام حيث التقى الأخوان، في انتظار الانتهاء من بناء المعسكر الذي وُعِدا به، وبقيا في معسكر الشيخ أبو يحيى قرب كابول بدلاً من ذلك.
في يناير 2001، عاد إلى عائلته في كندا قبل أن يشرع في أداء الحج إلى السعودية. وفي الوقت نفسه، حضر محمد برنامج تدريب لمدة 10 أسابيع في معسكر الفاروق قبل أن ينتقل إلى دار ضيافة في قندهار حيث زاره شقيقه لاحقًا.
التقى جبارة بشقيقه محمد في دبي في يناير 2002، عندما كان الاثنان يعتبران مطلوبين كمشتبه بهم في تنظيم القاعدة؛ ومن المرجح أن السبب في ذلك هو العثور على جواز سفر محمد الكندي في 8-9 ديسمبر، خلال مداهمة قامت بها السلطات السنغافورية على المشتبه في انتمائهم لتنظيم القاعدة.

## وفاته
لم يُسمع عنه مرة أخرى حتى يوليو 2003، عندما أعلنت السلطات السعودية أنه قُتل في تبادل لإطلاق النار مع قوات القاعدة التي يُعتقد أنها كانت مسؤولة عن تفجيرات شرق الرياض في وقت سابق من ذلك العام، حتى أن البعض أشار إلى أنه كان قائداً.
في الساعة الخامسة مساءً من يوم 6 مايو، داهمت السلطات السعودية مخزن أسلحة في حي إشبيلية في الرياض، وصادرت 55 قنبلة يدوية، وخمسة حقائب كبيرة تحتوي على 377 كيلوغرامًا من المتفجرات، وأربع رشاشات مع ثلاث صناديق تحتوي على نحو 2250 طلقة، وخمسة حواسيب، وأجهزة اتصال، ووثائق سفر، وبطاقات هوية، ودفاتر ملاحظات، ونشرات، و253,717 ريالًا سعوديًا، و5,300 دولار أمريكي. كما عثرت الشرطة على سيارة متوقفة تحتوي على ثلاث رشاشات وعدد من الأقنعة. وصل المسلحون بسيارتهم بينما كانت الشرطة تفتش المنزل، وفروا بسرعة من مكان الحادث حتى تعطلت سيارتهم، وعند هذه النقطة قاموا بسرقة سيارة سائق قريب ولاذوا بالفرار. وبعد ستة أيام، نفّذت المجموعة تفجيرات شرق الرياض التي أسفرت عن مقتل ما بين 26 و34 شخصًا، من بينهم 9 مواطنين أمريكيين. وأصدرت السلطات لاحقًا قائمة تضم 19 اسمًا مرتبطًا بالتفجيرات، من بينهم جبارة، وزبير الريمي، وعلي الفقعسي، وأربعة من المفجِّرين القتلى.
كانت مداهمة الثالث من يوليو في صوير بمنطقة الجوف قد استهدفت منزل الإمام المحلي مسعد حمدان فالح الرويلي، الذي سلم نفسه مع حسن هادي الدوسري. إلا أن تركي الدندني، وراجح بن حسن العجمي، وعماش السبيعي، وجبارة بقوا في المنزل وشاركوا في اشتباك مسلح، حيث قُتلوا جميعًا أو فجروا أنفسهم بالقنابل اليدوية. بالإضافة إلى ذلك، تم اعتقال محمد سليمان الصقعبي، وناصر فرحان الرويلي، ومحمد بدر هزبر أثناء محاولتهم الهرب..
لم يُسمح لوالديه برؤية جثمانه أو المطالبة به.
في ديسمبر 2003، تم تأبينه في خطاب صادر عن تنظيم القاعدة باعتباره شهيدًا استُشهد في المواجهات، في شريط بعنوان "شهداء المواجهات في بلاد الحرمين".